# Озерова Ніна Григорівна
Ніна Григорівна Озерова (16 вересня 1940, Київ) — український мовознавець, доктор філологічних наук з 1989, професор з 1993.

## Біографія
1962 р. закінчила Київський університет.
Працює в Інституті мовознавства ім. О. О. Потебні НАН України: старший науковий співробітник (з 1978), завідувач відділу російської мови (з 1987).

## Наукова діяльність
Досліджує питання з української і російської лексикографії, лексикології, зіставно-типологічних українсько-російської морфології, словотворення, синтаксису.
Основні праці: монографії (російською мовою) «Засоби вираження заперечення в російській та українській мовах» (1978), «Лексична і граматична семантика іменника» (1990), ряд статей («М. Г. Чернишевський і розвиток української літературної мови», 1978, та ін.).
Співукладач «Словника української мови в 11 томах» (т. 8, 1977) і «Словаря языка русских произведений Т. Г. Шевченко» (т. 1—2, 1985—86; Державна премія УРСР в галузі науки і техніки, 1989).
Науковий редактор «Словника української мови у 20 томах» (т. 1, 2010).

## У мережі
- Сторінка Н. Г. Озерової на сайті Інституту мовознавства ім. О. О. Потебні НАН України

| Володимир Вернадський | Це незавершена стаття про українську науковицю. Ви можете допомогти проєкту, виправивши або дописавши її. |